# Markt Schwaben
Markt Schwaben es una ciudad de Baviera, Alemania. Se encuentra aproximadamente a 23 km al este de Múnich, en el borde del norte del distrito de Ebersberg, en Alta Baviera . Las comunidades vecinas son Anzing, Forstinning, Pliening y Poing, (todas en el distrito de Ebersberg) así como Finsing, Ottenhofen y Pastetten (en el distrito de Erding).

## Geografía
A través de la ciudad fluye el río Hennigbach, con su afluente el Gigginger Bach al suroeste de Markt Schwaben. El Río Sempt discurre por el este. El punto más alto de la ciudad es en el Wittelsbacher Höhe (alturas) en las afueras del sur de la ciudad, el cual forma parte de una morrena temporal alpina. También en el sur está el centro de deporte con su lago. Al norte de las vías del ferrocarril se encuentra la ciudad nueva de Burgerfeld, con su sala de teatro y varias áreas comerciales e industriales. En el casco antiguo se encuentran el castillo, el ayuntamiento, el mercado y la iglesia de St. Margaret.

## Historia
La historia de Markt Schwaben se inicia en el siglo XI. De este tiempo se conserva un documento que indica la concesión de un molino entre los suevos. La ciudad obtiene su nombre de los pobladores que vinieron de la región alemana de Suabia.
Después de la Segunda Guerra Mundial llegó un gran número de alemanes conducidos desde sus tierras en el este, algunos de ellos se establecen en Markt Schwaben. Estos recuerda mediante algunos nombres de calles en el suroeste de la ciudad, como Königsberger Straße, Neusatzer Straße y Ödenburger Straße.
Desde que la comunidad decidiera en 1922 incluir la palabra Markt (mercado) en su nombre, el nombre oficial de la ciudad es Markt Markt Schwaben.
En los años 60, como en todas partes del área suburbana de Múnich, se produjo un boom de la construcción de edificios en Markt Schwaben, produciéndose dos grandes desarrollos en la ciudad (von-Kobell-Straße y Dr.-Hartlaub-Ring). Las postales de la época describen la comunidad como un "área residencial en el este de Múnich". La conexión a la Red de transporte local de Múnich (MVV) para la olimpiada de 1972 proporcionó a la ciudad un boom, ya que ahora hay una ruta rápida a la ciudad además del servicio regional. En 1990, el enlace a la Autobahn fue concluido.

## Política
De 2002 a 2011, el alcalde de Markt Schwaben fue Bernhard Winter (SPD). El segundo y terceros alcaldes son Bernd Romir (Freie Wähler) y Albert Hones (CSU, desde 2008) respectivamente. Winter dimitió el 1 de marzo de 2011. En las elecciones para un alcalde nuevo el 13 de marzo de 2011, Georg Hohmann (SPD) fue elegido. Fue reelegido otra vez el 16 de marzo de 2014.
En 2014, 24 miembros (además de los alcaldes) pertenecen al consejo de la ciudad, de quien 8 son del CSU, 6 del SPD, 5 de Freie Wähler, 3 de los Verdes y 2 miembros de la asociación de votantes "Zukunft Markt Schwaben" (ZSM) ("Futuro Markt Schwaben").

## Ciudades hermanadas
- Ostra, Italia, desde el 25 de octubre de 2003.

## Economía
El gran área comercial e industrial en el noroeste de la ciudad es sede de varias empresas grandes, entre ellas el negocio mayorista de Wilhelm Gienger y la sede de Seidenader, el cual construye máquinas para la industria farmacéutica. En el sur de la Ebersberger Straße está la cervecería Schweiger. La ciudad además tiene una oficina de correo, tres estaciones de servicio, tres bancos y cinco supermercados. Un supermercado más será construido en Erdinger Straße. Hay también muchos alojamientos, empresas artesanales y tiendas minoristas.
Vista panorámica:

## Instituciones públicas

### Instituciones estatales
En 2006 el departamento científico Zolltechnische Prüfungs-und Lehranstalt (ZPLA – Institución Aduanera de Control Técnico y Enseñanza) estuvo establecido en Markt Schwaben. Esta es una institución dependiente de la Bundeszollverwaltung (Administración de Aduana Federal).

### Oficinas
Las oficinas municipales se encuentran en el ayuntamiento.

### Deporte y ocio
Instalaciones deportivas:
- Centro de deporte con: campo de hierba, pistas de atletismo, dos zonas de entrenamiento (una de hierba, otra artificial), campo de ejercicios y gimnasia, pista de tenis, cuatro calles de bolos, lago para bañarse y alojamiento deportivo.
- Jahnsportplatz con cancha cubierta y campo.
- BSG-Sportplatz, con campo.
- Ausweichsportplatz.
- Pista de tenis en Hauser Weg (el club se quemó en diciembre de 2005).
- Piscina interior con sauna y solárium.

## Galería

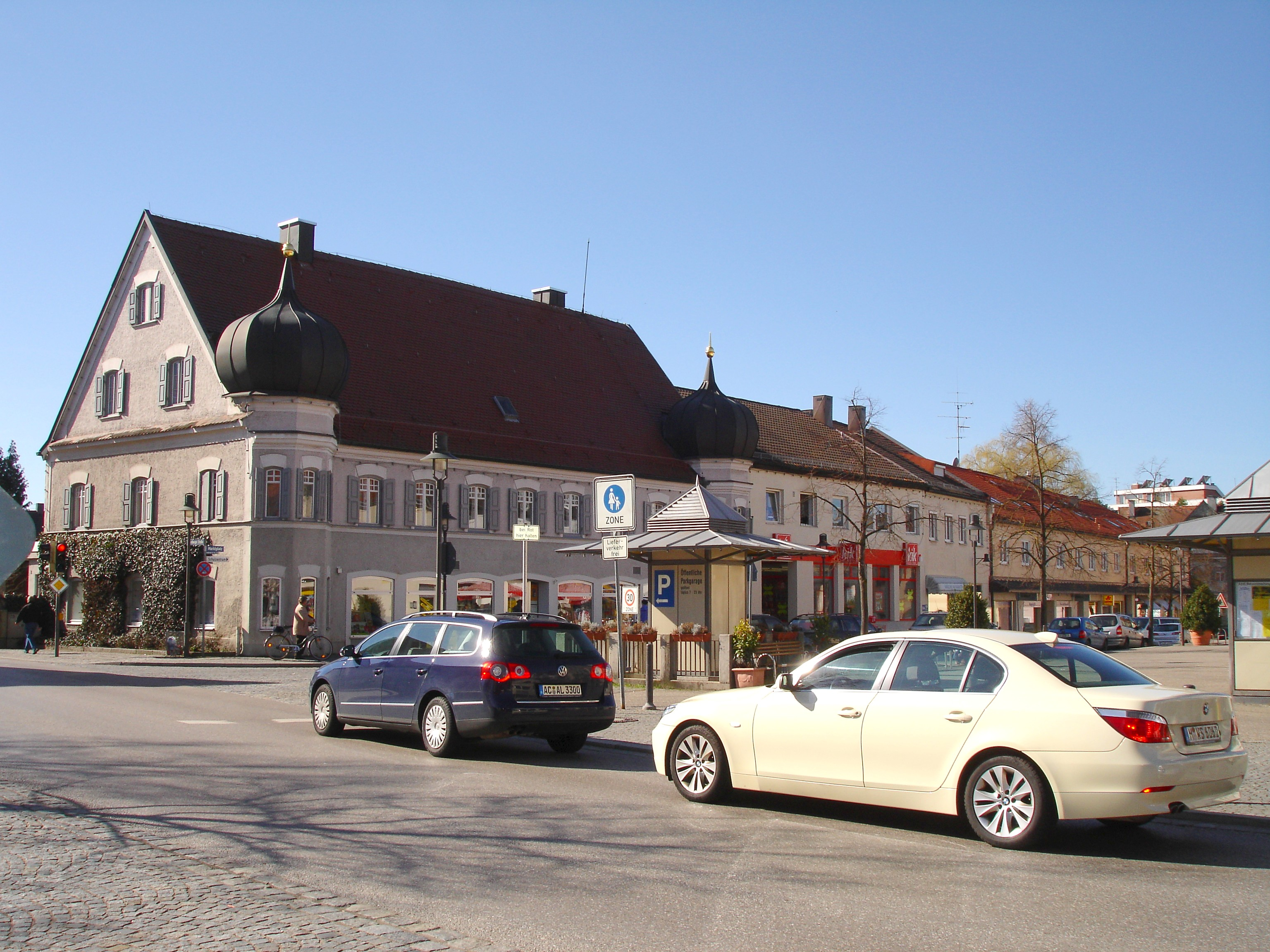
Plaza del mercado
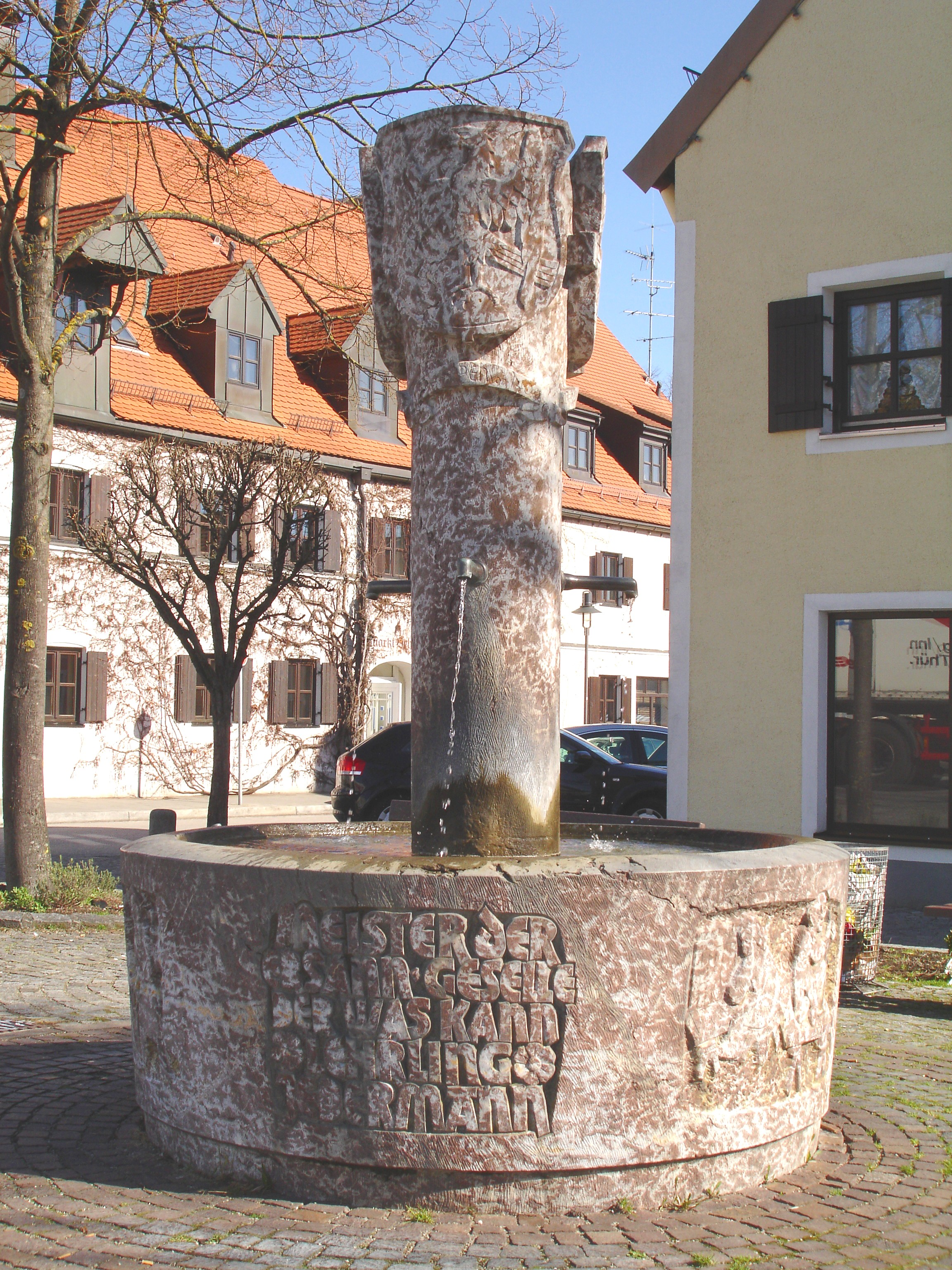
Fuente en el mercado
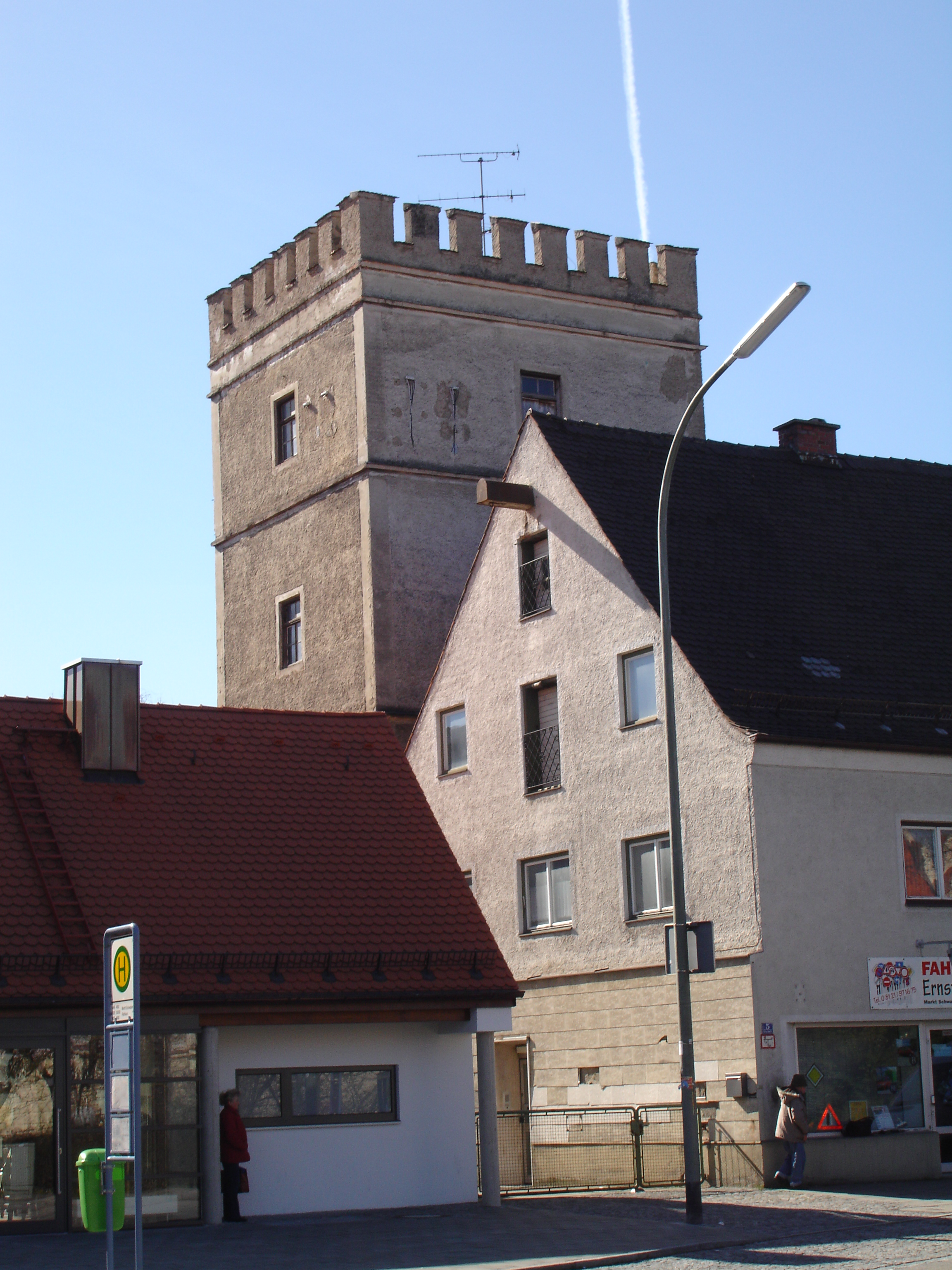
Aguatorre
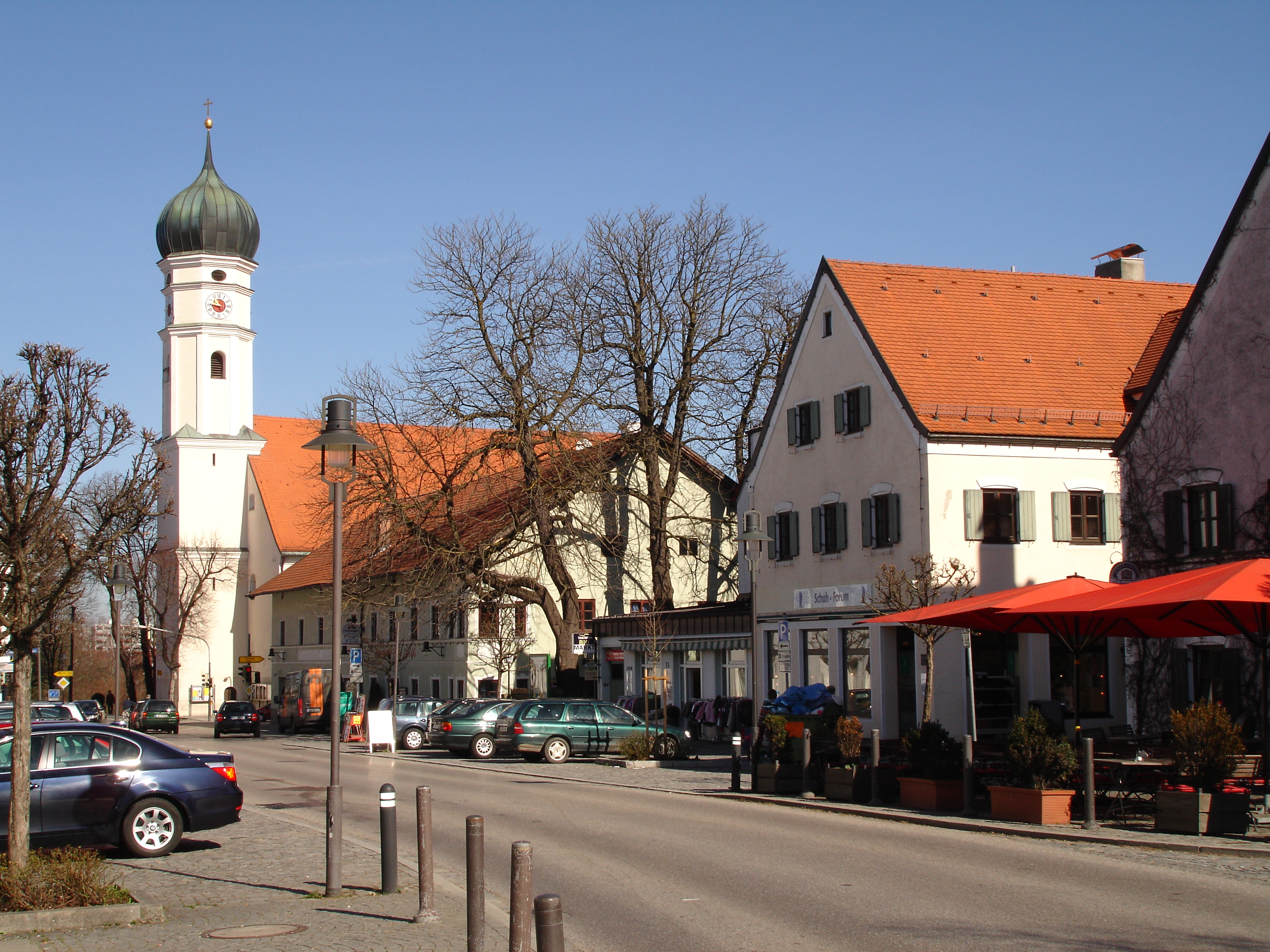
Iglesia de Santa Margarita (vista desde la plaza del Mercado)
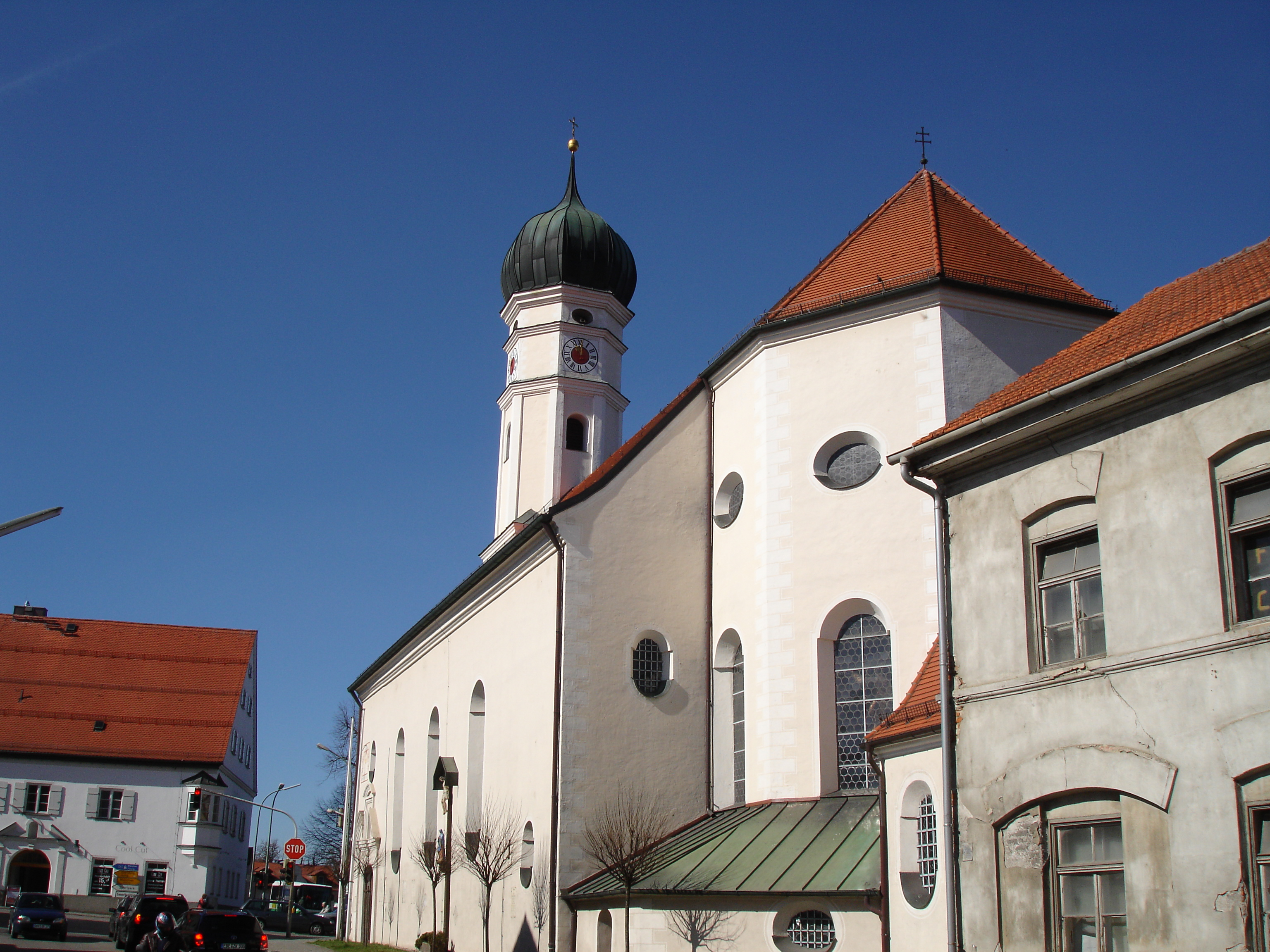
Santa Margarita (desde Erdinger Straße)
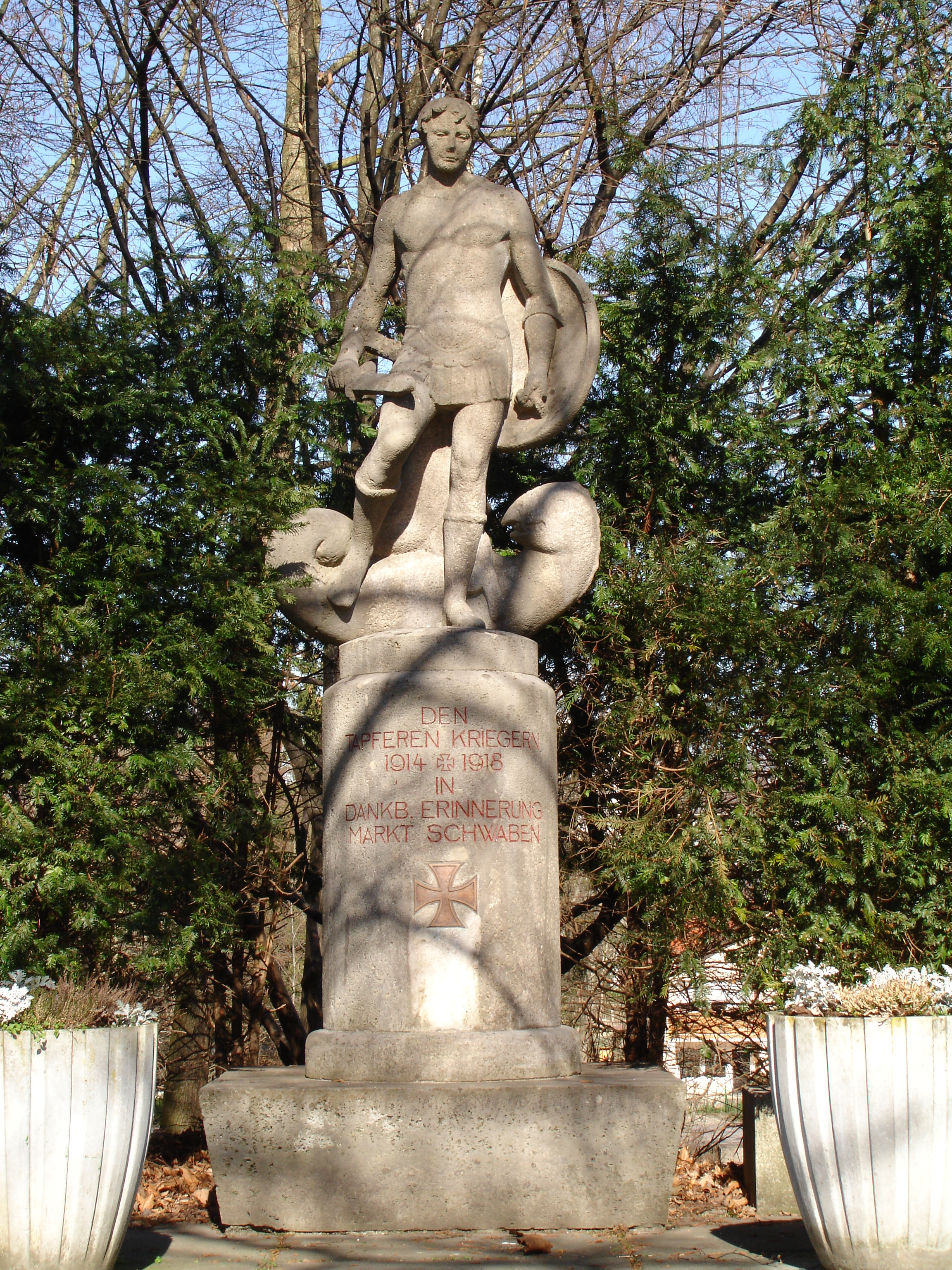
Memorial de la Primera Guerra Mundial
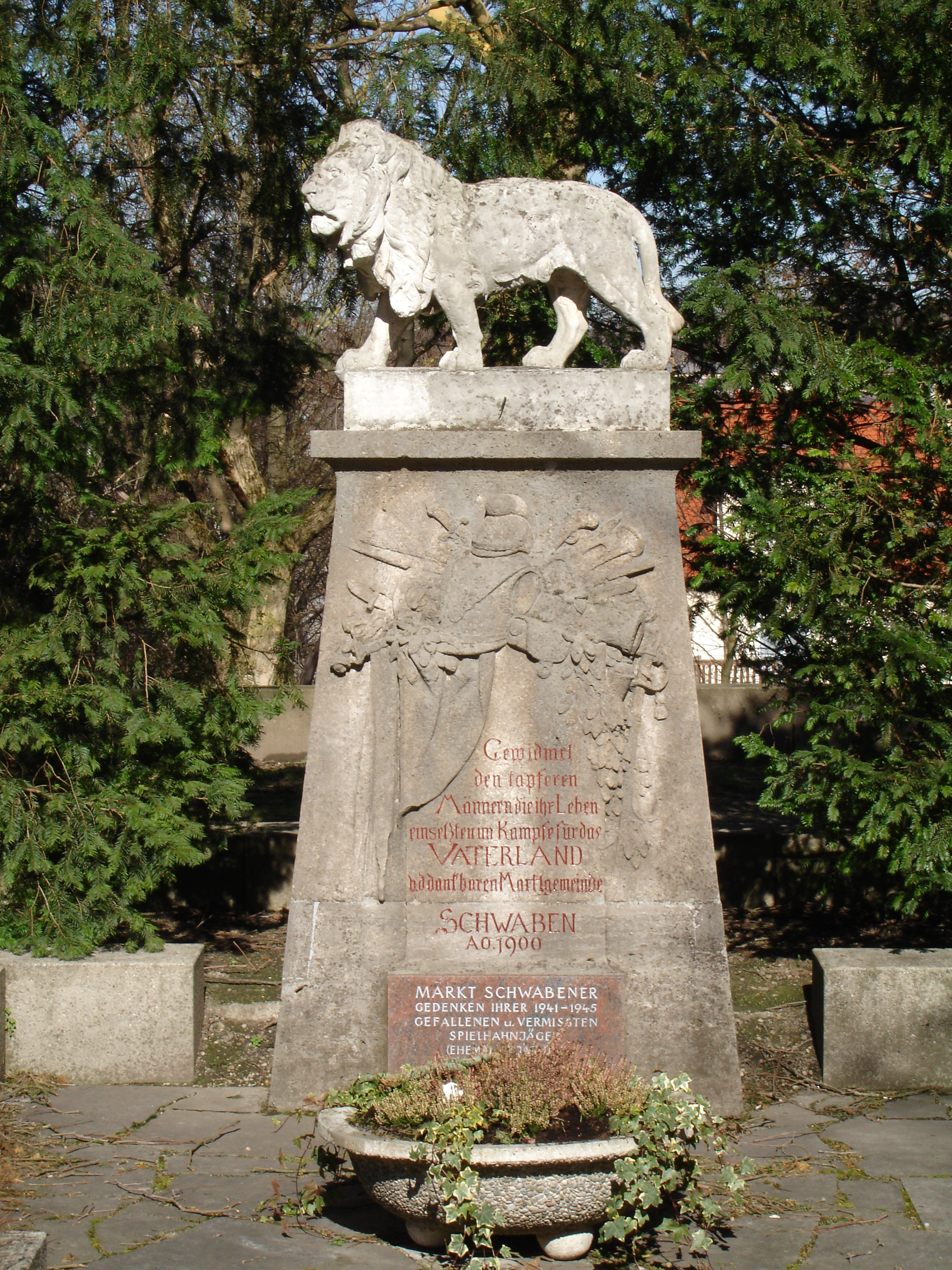
Memorial de guerras desde 1900, ampliado con la Segunda Guerra Mundial
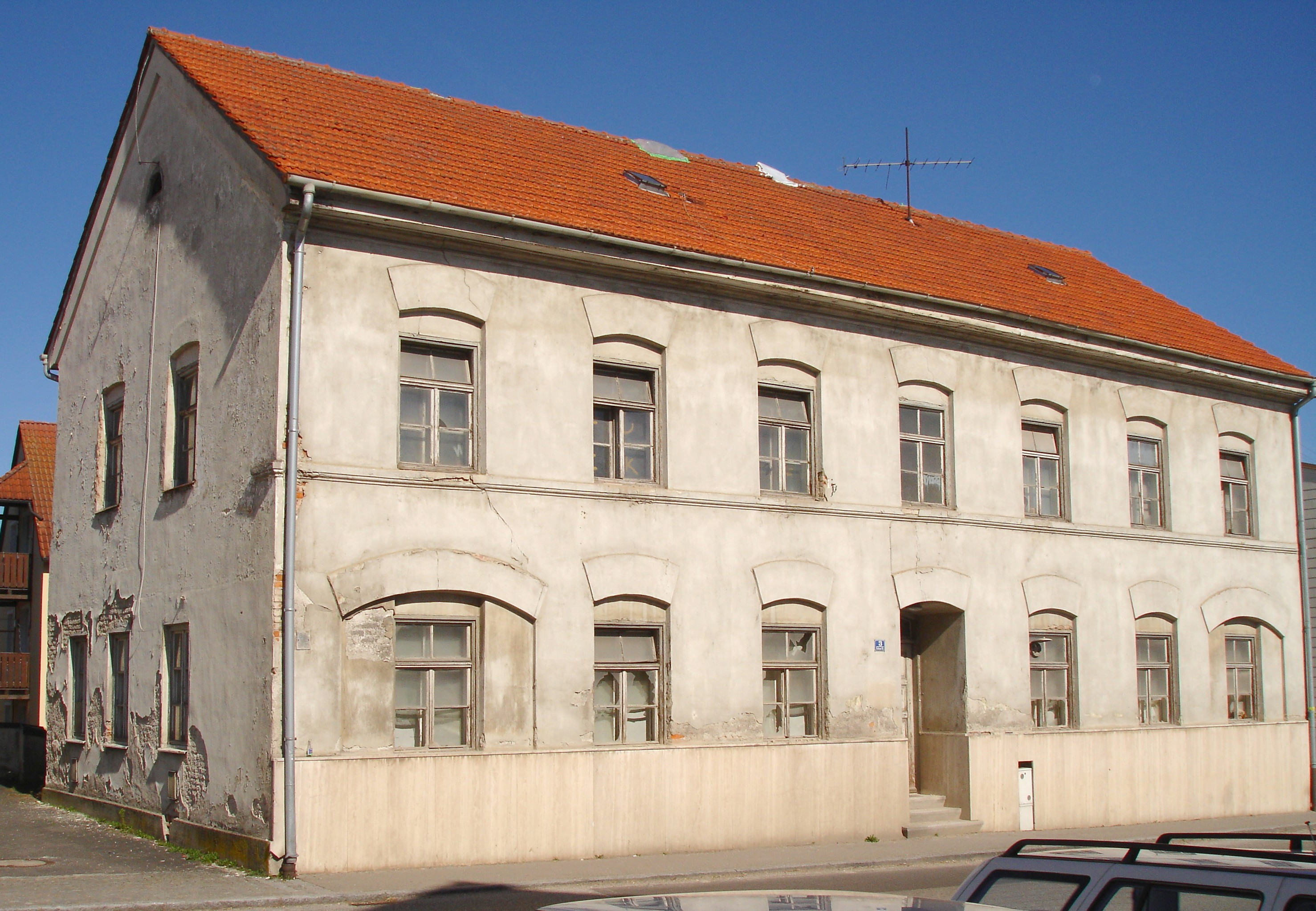
Antigua escuela, Erdinger Straße
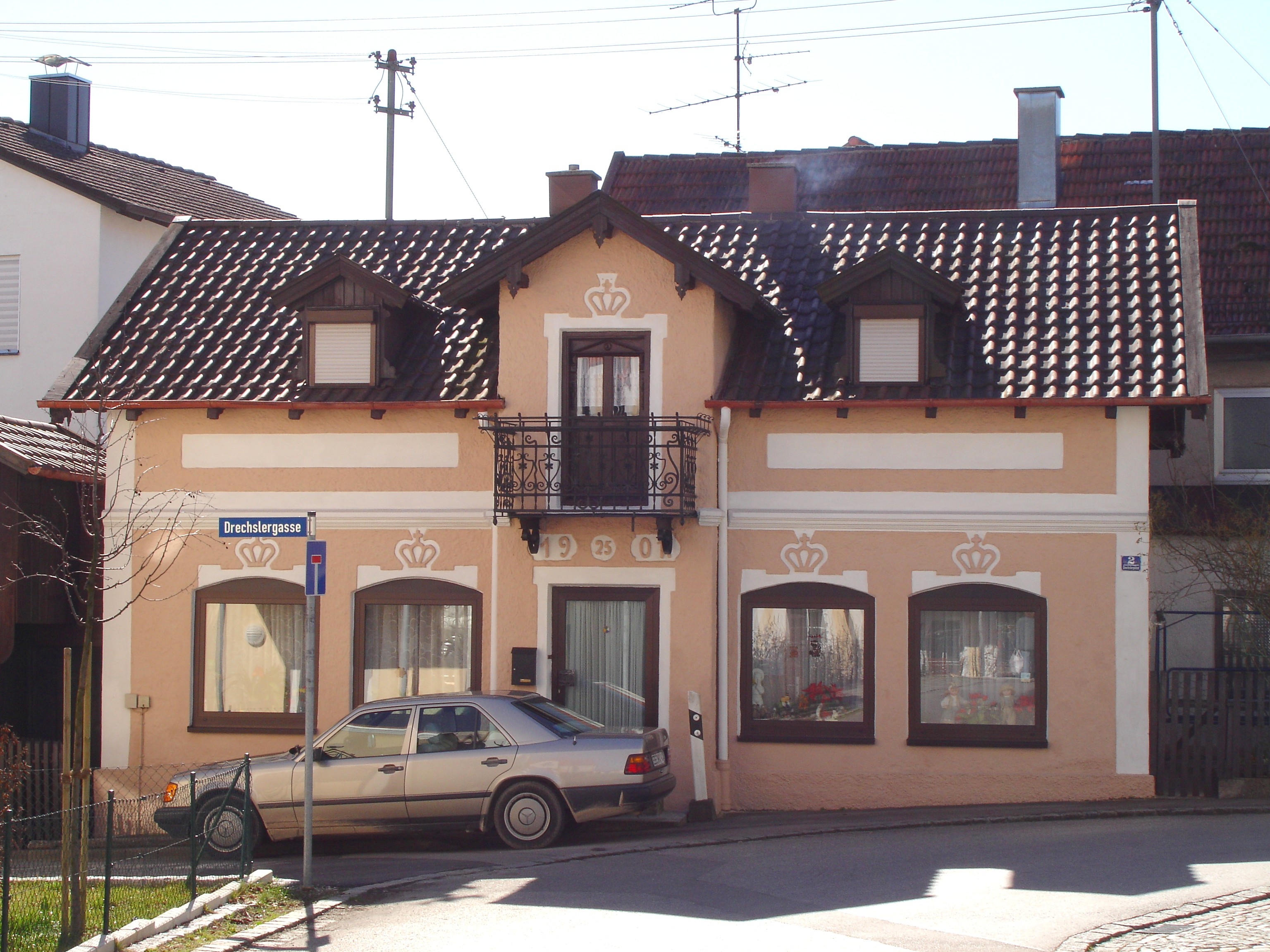
Casa antigua en Drechslergasse.
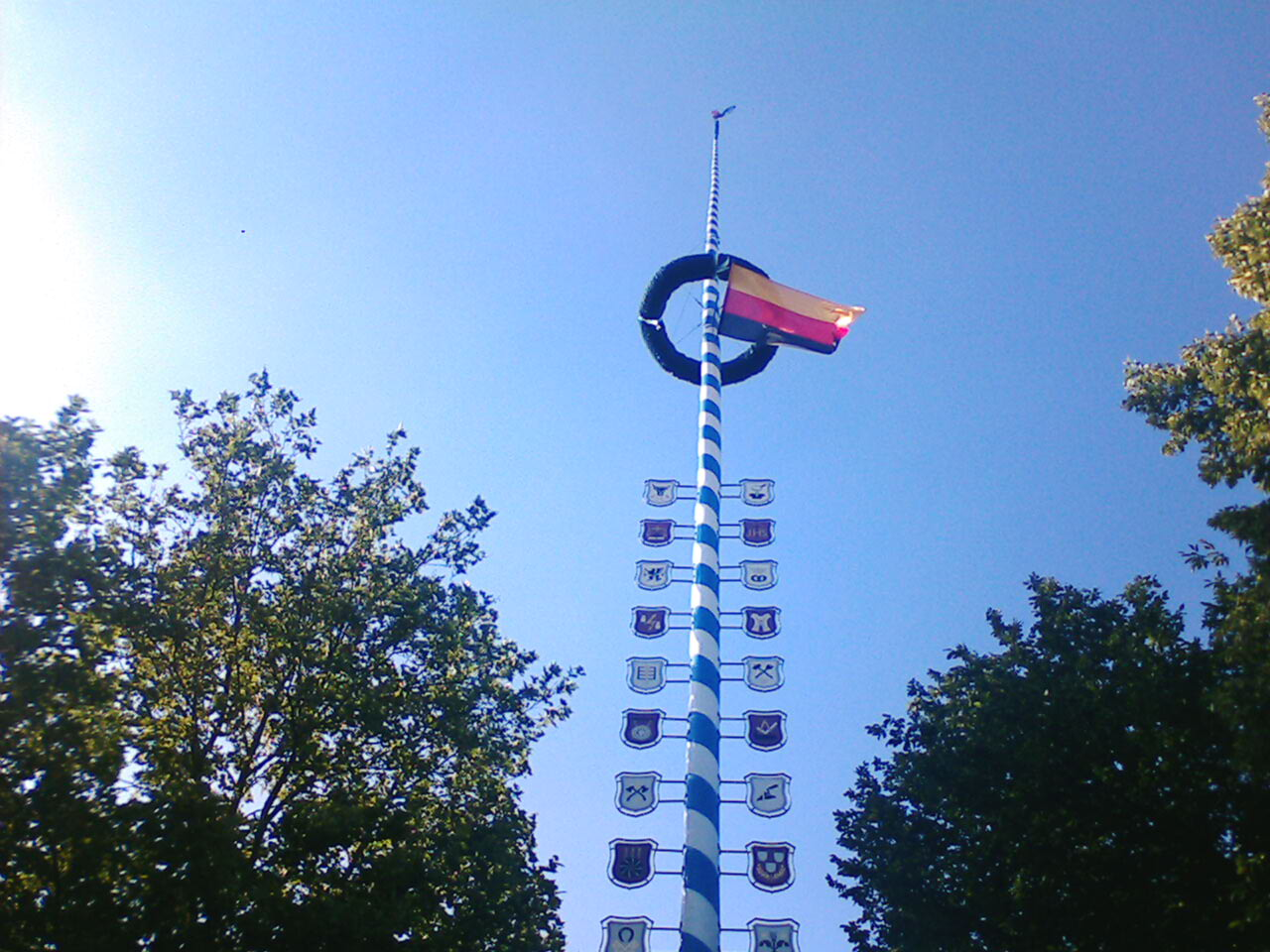
Maibaum con la bandera de Alemania durante la final de la Copa Mundial de Fútbol de 2006